# Landelijk Consortium Hulpmiddelen
Het Landelijk Consortium Hulpmiddelen (LCH) is een Nederlands consortium dat belast is met de landelijke inkoop en verdeling van medische hulp- en beschermingsmiddelen ten tijde van de coronacrisis in Nederland in 2020. Het LCH is opgericht door het ministerie van Volksgezondheid, Welzijn en Sport en was op 24 maart 2020 operationeel. De organisatie heeft als doel verschillende medische hulp- en beschermingsmiddelen, waar een tekort dreigt, gezamenlijk in te kopen, zonder winstoogmerk, en te distribueren in het landsbelang. Voor de inkoop en distributie van medicijnen is het Landelijk Coördinatiecentrum Geneesmiddelen opgericht.

## Inkoop hulp- en beschermingsmiddelen

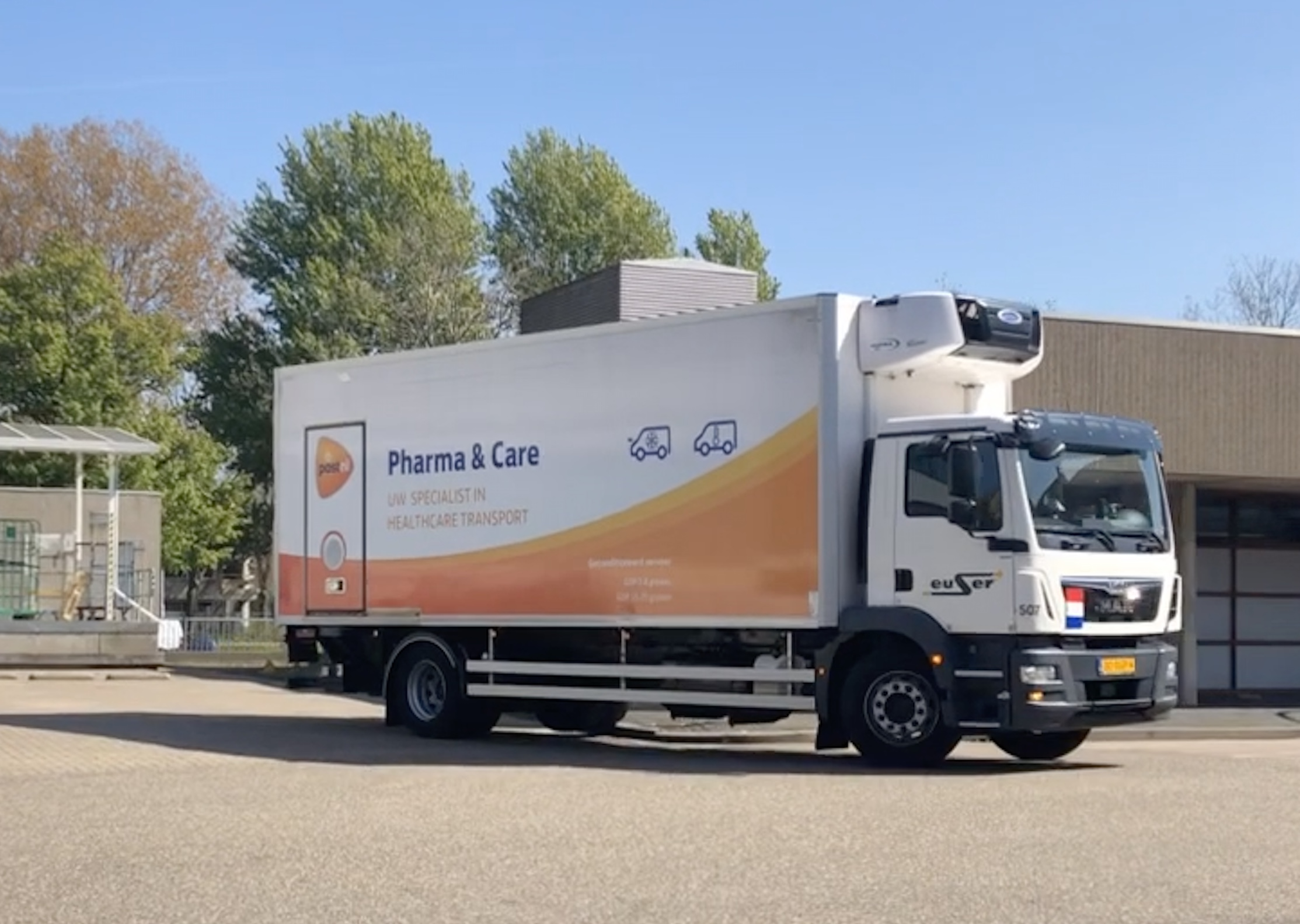
Vrachtwagen levert medische hulpmiddelen af op 15 april bij het Spaarne Gasthuis in Haarlem

Tijdens de coronacrisis in Nederland gaat het om materialen zoals: alle typen FFP-maskers, chirurgische mondmaskers, protectiejassen, spatbrillen, schorten, medische handschoenen, desinfectantia, diagnostische testen (inclusief PCR-materiaal, swabs en media). Daarnaast gaat het om medische hulpmiddelen zoals apparatuur en benodigdheden voor de intensive care, waaronder beademingsapparatuur.
Het LCH beoordeelt de betrouwbaarheid van de aanbiedende partij en de kwaliteit van de hulp- en beschermingsmiddelen. Zij heeft de bevoegdheid om contracten te sluiten voor geheel Nederland en ook om de goederen te distribueren over Nederland. Dit geldt alleen voor geselecteerde producten welke het LCH communiceert via de landelijke website van de rijksoverheid. Het LCH levert aan de regionale distributiecentra van de Regionaal Overleg Acute Zorg (ROAZ) inclusief Caribisch Nederland.
Per 10 april 2020 zijn er via het LCH 10 miljoen mondmaskers gedistribueerd (6 miljoen chirurgische maskers type IIR en 2 miljoen FFP2-maskers) naar 121 locaties.

## Deelnemende organisaties
De volgende organisaties namen deel aan het consortium:
- Ministerie van Volksgezondheid, Welzijn en Sport
- Nederlandse Federatie van Universitair Medische Centra
- Nederlandse Vereniging van Ziekenhuizen
- Taskforce Diagnostiek
- Diverse leveranciers en producenten